# Докучаев, Николай Егорович
Николай Егорович Докучаев (1918—2005) — полковник Советской Армии, участник Великой Отечественной войны, Герой Советского Союза (1944).

## Биография
Николай Докучаев родился 24 декабря 1918 года в деревне Заполье Каргопольского уезда Союза коммун Северной области (ныне Каргопольского района Архангельской области). Окончил семь классов школы и Череповецкий автодорожный техникум. В 1939 году Докучаев был призван на службу в Рабоче-крестьянскую Красную Армию. В 1941 году он окончил Ленинградское военно-инженерное училище, после чего служил в инженерных войсках Одесского военного округа. С июня 1941 года — на фронтах Великой Отечественной войны. Принимал участие в боях на Южном, Юго-Западном, Северо-Кавказском, Западном, Центральном, 1-м Белорусском фронтах. Летом 1942 года был ранен. К октябрю 1943 года старший лейтенант Николай Докучаев был старшим адъютантом 85-го отдельного моторизованного понтонно-мостового батальона Центрального фронта. Отличился во время битвы за Днепр.
5 октября 1943 года Докучаев с группой бойцов разведал выгодные места для переправ и лично стал первым наводить переправу в районе хутора Змеи Репкинского района Черниговской области Украинской ССР. Не доведя понтон десяти метров до западного берега, он бросился в воду, увлекая за собой бойцов, и вступил в рукопашную схватку с находящимся на берегу противником. В дальнейшем он совершил 9 рейсов через Днепр, переправив около 300 бойцов со всем вооружением.
Указом Президиума Верховного Совета СССР «О присвоении звания Героя Советского Союза генералам, офицерскому, сержантскому и рядовому составу Красной Армии» от 15 января 1944 года за «образцовое выполнение боевых заданий командования на фронте борьбы с немецкими захватчиками и проявленными при этом отвагу и геройство» старший лейтенант Николай Докучаев был удостоен высокого звания Героя Советского Союза с вручением ордена Ленина и медали «Золотая Звезда» за номером 2773.
Конец войны встретил в Берлине. После окончания войны продолжил службу в погранвойсках. В 1951 году Докучаев окончил Военный институт погранвойск. В 1960 году в звании полковника он был уволен в запас. Проживал в Москве. Скончался 7 февраля 2005 года, похоронен на Троекуровском кладбище Москвы.
Был также награждён орденом Красного Знамени, тремя орденами Отечественной войны 1-й степени, двумя орденами Красной Звезды, а также рядом медалей.